# Приток

Толстая синяя линия — основной водоток, тонкая линия — приток

Прито́к — водоток (река, ручей, канал), впадающий в другой водоток, а также в озеро или другой внутренний водоём.

## Характеристики
При слиянии двух рек приток обычно отличается от главной реки меньшей длиной и меньшей водностью, а также иным направлением долины. Притоки подразделяются на правые и левые, впадающие соответственно с правого и левого берегов.
В речной системе различают притоки разных порядков в зависимости от того, впадают ли они непосредственно в главную реку или в её притоки. По одному из возможных способов условной нумерации, притоками первого порядка (или класса) называются реки, непосредственно впадающие в главную реку, второго порядка — притоки притоков первого порядка, и так далее.
Длина притока может составлять несколько тысяч километров. Так, являющиеся притоками Иртыш, Миссури, Журуа и Пурус входят в число крупнейших по длине рек мира, а Иртыш и Миссури, кроме того, относятся к крупнейшим рекам по площади водосборного бассейна.
Иногда приток превышает по водности и (или) длине главную реку. Например, притоками Волги считаются существенно более водные реки Ока и Кама, притоком Енисея — более водная Ангара, притоком Раменки — Очаковка, а приток Дарлинг длиннее главной реки Муррей. А. А. Соколов отмечает, что хотя для выбора истока главной реки принимается ряд обстоятельств (длина, площадь водосбора, продольный профиль, водность и другие характеристики), обычно этот вопрос решается, исходя из факторов историко-бытового характера, а не объективных научных предпосылок.